# Aïcha Bah Diallo
Aïcha Bah Diallo là một bộ trưởng giáo dục và nhà hoạt động vì quyền phụ nữ người Guinée, từng giữ chức Bộ trưởng Bộ Giáo dục từ năm 1989 đến 1996, và chịu trách nhiệm thực hiện các cải cách lớn cải thiện giáo dục ở các bà gái trẻ.

## Cuộc sống ban đầu và giáo dục
Là con gái lớn của Thiero Aliou Bhoubha Ndian, Diallo đã nói về cuộc đời và sự phát triển ban đầu của mình với tư cách là một nhà lãnh đạo: "Tôi được trao quyền như một nhà lãnh đạo từ khi còn rất trẻ, và tôi vẫn tiếp tục. Tôi là bà gái đầu tiên được sinh ra sau 3 cậu con trai và bố mẹ tôi sẽ nói với tôi rằng, Bạn là một nhà lãnh đạo. Bạn phải học giỏi, không phải thứ hai, nhưng luôn là người đầu tiên, bởi vì chúng tôi biết rằng bạn có thể làm được. "  Diallo tốt nghiệp Cử nhân Khoa học tại Đại học bang Pennsylvania và nhận bằng sau đại học về hóa sinh tại Đại học Gamal Abdel Nasser của Guinea.

## Nghề nghiệp
Trong nhiệm kỳ của bà là Bộ trưởng Bộ Giáo dục từ năm 1989 đến năm 1996, số nữ sinh theo học tại trường ion Guinea tăng từ 113.000 lên 233.000. Năm 1992, bà đã giúp thành lập Diễn đàn dành cho các nhà giáo dục phụ nữ châu Phi (FAwe), và từ năm 1996 đến 2005, bà là lãnh đạo giáo dục cấp cao tại UNESCO, nơi bà được chỉ định để giúp cải thiện tình trạng sai lầm trong giáo dục nữ ở một số quốc gia kém phát triển nhất. Năm 2005, bà đã giúp thành lập Hiệp hội Tăng cường Giáo dục Đại học cho Phụ nữ ở Châu Phi (ASHEWA) và được bổ nhiệm làm Cố vấn đặc biệt cho Tổng Giám đốc UNESCO tại Châu Phi, một vị trí mà bà giữ đến năm 2009. Bà là thành viên của Ủy ban Liên lạc các tổ chức phi chính phủ, được hợp tác với UNESCO, Ủy ban Giải thưởng của Mo Ibrahim cho Quản trị và Lãnh đạo tốt ở Châu Phi, và là thành viên của Hội đồng Cố vấn của Chủ tịch Ngân hàng Phát triển Hồi giáo (PAP / IDB).
Diallo đã thẳng thắn nói về bạo lực đối với phụ nữ ở châu Phi và được trích dẫn vào năm 2008: "Trong tất cả những trở ngại cản trở con đường học tập của con gái là bạo lực giới: bạo lực giới rõ ràng như quấy rối tình dục, đe dọa, lạm dụng, tấn bàng và hãm hiếp, và ngầm bạo lực giới như trừng phạt thân thể, bắt nạt, lạm dụng bằng lời nói và tâm lý. Chúng ta phải chiến đấu chống lại tất cả các hình thức bạo lực trong và ngoài lớp học. " 

## Hoan hô
Diallo đã nhận được nhiều giải thưởng quan trọng cho bàng việc của mình trong giáo dục châu Phi, bao gồm cả Pháp Ordre des Palmes Académiques, Ivorian Officier de I'Ordre, và Chevalier de l'Ordre du mérite và Médaille d'Honneur du Travail of Guinea. Bà được mệnh danh là một trong 100 người châu Phi có ảnh hưởng nhất năm 2013 và 2014. Năm 2015 và 2017, bà nhận được giải thưởng WISE dành cho giáo dục. Một số trường tư thục và bàng lập được đặt theo tên bà ở Guinea, và cũng có một trường mang tên bà ở Sénégal.